# 양민오
양민오(1970년~)는 대한민국의 KBS대전방송총국 기자이다.

## 경력
- 1995년 ~ 2004년 : 22기 KBS대전방송총국 아나운서 입사
- 2004년 ~ 2007년 : KBS전주방송총국 기자
- 2007년 ~ : KBS대전방송총국 기자

## 방송 진행
- 김진형, 양민오의 라디오에 물어보세요